# Episodi di Instant Star (terza stagione)
Nella terza stagione ritroviamo una Jude ormai famosa, ma triste per l'allontanamento da Tommy. Quando ritorna, verrà svelato un segreto che teneva nascosto da anni. Ci viene presentata anche Karma, nuova Instant Star sempre alla ricerca di successo. Inoltre Speederman inizierà una carriera da solista, e un personaggio amato da molti lascerà la serie per sempre.
In Italia, questa serie è stata soggetta a numerosi tagli che molto spesso non rendono comprensibile completamente una puntata.
- Messa in onda:
  - The N: 16 febbraio 2007 - 18 maggio 2007
  - CTV: 26 giugno 2007 - 2 settembre 2007
  - Italia 1: 3 gennaio 2008 - 11 gennaio 2008

| nº | Titolo originale        | Titolo italiano                | Prima TV USA     | Prima TV Canada  | Prima TV Italia | Canzone                       |
| -- | ----------------------- | ------------------------------ | ---------------- | ---------------- | --------------- | ----------------------------- |
| 1  | Lose Yourself           | È tempo di crescere            | 16 febbraio 2007 | 26 giugno 2007   | 3 gennaio 2008  | I Don't Know If I Should Stay |
| 2  | Like a Virgin           | La rivale                      | 16 febbraio 2007 | 8 luglio 2007    | 4 gennaio 2008  | I Will Be The Flame           |
| 3  | Start Me Up             | Un produttore per Karma        | 23 febbraio 2007 | 15 luglio 2007   | 4 gennaio 2008  | Worth Waiting For             |
| 4  | Helter Skelter          | La canzone di Patsy            | 2 marzo 2007     | 22 luglio 2007   | 7 gennaio 2008  | Shooting Star                 |
| 5  | Let It Be               | L'ultima festa                 | 25 luglio 2007   | 9 marzo 2007     | 7 gennaio 2008  | Darkness Round The Sun        |
| 6  | Heart of Gold           | Concerto di beneficenza        | 16 marzo 2007    | 29 luglio 2007   | 8 gennaio 2008  | Just The Beginning            |
| 7  | The Long & Winding Road | Io so che ti amo               | 23 marzo 2007    | 1º agosto 2007   | 8 gennaio 2008  | Don't You Dare                |
| 8  | 18, Part 1              | I miei diciott'anni (1)        | 6 aprile 2007    | 5 agosto 2007    | 9 gennaio 2008  | Love To Burn                  |
| 9  | 18, Part 2              | Per colpa di un bacio (2)      | 13 aprile 2007   | 12 agosto 2007   | 9 gennaio 2008  | Love To Burn                  |
| 10 | Nowhere to Run          | Un conto in sospeso            | 20 aprile 2007   | 19 agosto 2007   | 10 gennaio 2008 | Unravelling                   |
| 11 | Celebrity Skin          | La verità                      | 27 aprile 2007   | 28 agosto 2007   | 10 gennaio 2008 | The Breakdown                 |
| 12 | Sympathy for the Devil  | La rivelazione                 | 11 maggio 2007   | 2 settembre 2007 | 11 gennaio 2008 | No Shoes, No Shirt            |
| 13 | All I Want Is You       | Tutto quello che voglio sei tu | 18 maggio 2007   | 2 settembre 2007 | 11 gennaio 2008 | Where Does It Hurt            |

## È tempo di crescere
Jude è una star ora, ma si sente troppo legata al suo ruolo di Instant Star; quando ne parla a Darius, lui le dà il permesso di non partecipare alla finale. Ma il suo momento di gloria viene interrotto da Sadie, che la riporta alla realtà: qualcuno ha inviato delle foto di Jude ubriaca e le chiede 5000 $ di riscatto. Shockata, Jude non presta molte attenzioni a Karma, partecipante di Instant Star; ma quando Speed le chiede se si sente una star ormai, Jude cerca di consolare la finalista e le rivela accidentalmente la faccenda del ricatto, facendole promettere di non dire nulla a Darius. Jude vuole pagare il riscatto, ma in banca scopre che il suo conto è stato bloccato: Karma ha fatto la spia e Darius obbliga la star a cantare per la finale. Jude ne parla con Patsy, che la ritiene una codarda per continuare a preoccuparsi delle reazioni dei fane per non affrontare le sue paure. Prima della finale, Jude è nel backstage e arriva Tommy: con lui ha una bambina, che Jude crede sia sua figlia; a questo punto va in crisi, ma sarà Jamie a farla tornare alla ragione: se questo è un altro "capriccio alla Jude", è ora di crescere e superarlo. Jude canta alla finale, e dopo dice a Darius che deve trattarla come una professionista. Tornata a casa, decide di mettere le foto che la ritraevano ubriaca sul suo sito web, decidendo di fare la persona matura. Alla G-Major, intanto, veniamo a conoscenza che la bambina arrivata con Tommy è figlia di Darius, venuta a vivere con lui per i problemi con l'alcool della madre.

### Scene tagliate
- Jude è in una limousine che cerca di chiamare Tommy, ma lui non risponde. Quando scende dall'auto, è circondata da fan a cui sorride e fa autografi. Dopodiché ci sono le selezioni di "Instant Star"; la voce narrante di Jude dice che quando qualcuno canta una sua canzone da una parte è orgogliosa, perché significa essere arrivati, dall'altra parte è innervosita perché qualcuno canta qualcosa di suo, interpretandolo a modo suo: chi in modo punk, chi alla Sinatra, chi in modo troppo "Jude Harrison".

## La rivale
Jude deve affrpntare le conseguenze di aver mostrato una parte di sé non molto dignitosa, e per questo Darius la obbliga a scusarsi durante la prima conferenza stampa di Karma, nuova Instant Star. Ma durante la conferenza, la sua situazione peggiora, quando Karma fa intendere di essere vergine e Jude no. A questo punto Darius le ordina di cantare al Bar mitzvah del figlio di uno dei soci della G-Major, Gary; però questo socio non accetta che Jude partecipi come ospite, e sceglie al suo posto Karma, perché più "pura". Intanto Sadie chiede a Kwest di uscire a cena, e lui la invita ad andare con lui al Bar mitvah. Jude decide di andare al party con Patsy, decidendo di mostrare dignità parlando pacificatamene col padre del festeggiato; ma quando sente Karma cantare "Waste my time" decide di combatterla con la sua stessa moneta, piombando sul palco mentre Karma canta la sua canzone. Intanto Tommy interrompe Kwest e Sadie, in atteggiamenti intimi, e dà un pugno all'amico, incolpato di desiderare ciò che è stato suo. Sul palco la situazione si fa tesa: a fine canzone, Karma dà della squaldrina a Jude, e Patsy la sbatte sulla torta; Karma si aggrappa però a Jude, lasciandola con un seno al vento. Darius però non è arrabbiato: Gary è felice, ha avuto una festa con scontro tra dive. Infine Jude scopre la verità sulla bambina di Darius, chiedendo scusa a Tommy.

### Scene tagliate
- La scena tra Jude e la sua band nell'originale inglese è molto più lunga, comprendendo anche una scena di "seduzione" verso Speed da parte di Karma.
- Dopo il Bar mitvah, Jude e Sadie parlano, e Sadie dice che Tommy si è battuto per lei; questo fa intendere, come vedremo tra qualche episodio, che la ragazza non ha completamente dimenticato il suo ex.

## Un produttore per Karma
Jude è ansiosa di iniziare a lavorare sul suo terzo album, ma quando scopre che Karma realizzerà una cover ufficiale di "Waste my time", prodotta da Tommy, cerca di metterle i bastoni tra le ruote. Intanto deve anche affrontare lo scandalo del Bar mitvah. Secondo le regole del copyright, Karma non può cantare una canzone di Jude senza il suo consenso, e Jude gliela lascerà fare se lei sceglierà un altro produttore. Tommy quando lo scopre è adirato, perché non vuole che Jude si immischi nel suo lavoro; ma quando Jude dice a Karma di riprendersi Tommy in cambio di una copertina su una rivista, Tommy resta basito e le dice di arrangiarsi con la sua canzone. Darius è soddisfatto del lavoro di Jude, e lei propone un nuovo produttore per l'album. Quando lo dice a Tommy, è incredulo: loro due saranno co-produttori, soci.
Intanto Patsy ha quasi finito il suo album, ma Darius lo ritiene spazzatura. Così Jamie la obbliga a incidere un pezzo cantato da Patsy al Chane, ma contro la sua volontà. Dopo averla convinta a registrarla, però, la modifica al computer, dando un risultato che a Patsy non piace per niente.